# فيصل بن مشعل بن سعود آل سعود
الأمير فيصل بن مشعل بن سعود بن عبد العزيز آل سعود أمير منطقة القصيم منذ 29 يناير 2015، ولد في الرياض عام 1959م، هو الابن الأكبر للأمير مشعل بن سعود بن عبد العزيز آل سعود.

## التعليم
- حاصل على الدكتوراه في العلوم السياسية من جامعة دورهام في المملكة المتحدة عام 2000م.
- حاصل على الماجستير في العلوم السياسية من جامعة كاليفورنيا «شيكو» عام 1988م.
- حاصل على البكالوريوس العلوم السياسية من جامعة الملك سعود بالرياض عام 1982م.[2][3]

## الحياة المهنية
- صدر الأمر الملكي رقم أ/12 بتاريخ 1427/2/18هـ بتعيينه نائباً لأمير منطقة القصيم بالمرتبة الممتازة، خلفاً للأمير عبد العزيز بن ماجد بن عبد العزيز آل سعود.[4]
- صدر الأمر الملكي رقم أ/16 بتاريخ 1431/2/16هـ بتمديد خدمته نائباً لأمير منطقة القصيم بالمرتبة الممتازة لمدة أربع سنوات وذلك اعتباراً من 1431/2/18هـ.
- صدر الأمر الملكي رقم أ/72 بتاريخ 1436/4/9هـ بتعيينه أميراً لـ منطقة القصيم بمرتبة وزير، خلفاً للأمير فيصل بن بندر بن عبد العزيز آل سعود الذي عين أميراً لمنطقة الرياض.
- التحق بقسم الاستخبارات والأمن في وزارة الدفاع عام 1406هـ.
- عمل بقسم المساعدات الخارجية في وزارة الدفاع حتى عام 1404هـ.
- عمل مستشاراً بمكتب الأمير سلطان بن عبد العزيز عام 1404هـ.
- عمل موظفاً في وزارة الدفاع عام 1982م.[5]

## المؤلفات
| الكتاب                                                                     | التاريخ | ملاحظات |
| -------------------------------------------------------------------------- | ------- | ------- |
| المجالس المفتوحة والمفهوم الإسلامي للحكم في سياسة المملكة العربية السعودية | 2000    | [ 6 ]   |
| التطور السياسي في المملكة العربية السعودية وتقييم مجلس الشورى              | 2002    | [ 7 ]   |
| رسائل أئمة دعوة التوحيد                                                    | 2003    |         |
| سر دوام النعم                                                              | 2003    |         |
| الأمان الثاني                                                              | 2003    |         |
| غراس جنة الخلود من دعاء وأذكار الملك سعود                                  | 2006    | [ 8 ]   |
| الدبلوماسية والمراسم الإسلامية                                             | 2006    | [ 9 ]   |
| من رسائل الملك سعود بن عبد العزيز الدعوية                                  | 2011    | [ 10 ]  |
| الملك عبد العزيز آل سعود وتوحيد إمامة المصلين في الحرمين الشريفين          | 2018    | [ 11 ]  |
| الشهداء الأبرار من أسرة آل سعود في حروب التأسيس                            | 2021    | [ 12 ]  |

## الجوائز
- حصل على جائزة خليفة الدولية لنخيل التمر والابتكار الزراعي في دورتها السابعة عشرة لعام 2024، وذلك لمساهمته في خدمة وتطوير قطاع زراعة النخيل وإنتاج التمور.[13][14]

## الموقع والمراجع
- إمارة منطقة القصيم
- المكتبة الرقمية للدكتور فيصل بن مشعل

| سبقه عبد العزيز بن ماجد بن عبد العزيز آل سعود | نائب أمير منطقة القصيم 1427هـ - حتى 1436 | تبعه الأمير فهد بن تركي بن فيصل بن تركي بن عبد العزيز آل سعود |

| سبقه فيصل بن بندر بن عبد العزيز آل سعود | أمير منطقة القصيم 1436هـ - حتى الآن | تبعه حتى الآن |